# 1375 год в литературе

## События
- Джон Барбор издал историческую поэму «Брюс», являющуюся первым и одним из важнейших памятников на шотландском языке.

## Книги

Каталонский атлас

- Джон Барбор издал историческую поэму «Брюс», посвящённую королю Роберту Брюсу.
- Каталонский атлас, карта мира

## Родились
- Мухаммед Ибн Махмуд Ширвани, закавказский переводчик, автор нескольких трудов. Самая известная его работа — «Мюршид», повествует о лечении глазных болезней. Кроме этого написал книгу «Тёхфеи-Мюради» («Вклад Мурада»), повествующую о целебной силе драгоценных камней.

## Скончались
- 16 мая – Лю Цзи, китайский поэт периода Юань и начала периода династии Мин.
- 21 декабря – Джованни Боккаччо, итальянский писатель и поэт, представитель литературы эпохи Раннего Возрождения.
- Генрих из Мюнхена, немецкий хронист, предполагаемый автор рифмованной "Всемирной Хроники".
- Джованни ди Казали, итальянский философ, автор трактата Quaestio de Velocitate Motus Alterationis (О скорости переменного движения; опубликован в Венеции 1505 г.)
- Иоанн Хильдесхаймский, германский теолог, автор повести «Liber de gestis ac trina beatissimorum trium regum translatione», в которой впервые, по-видимому, встречается легенда о тридцати серебрениках, которые были поднесены Христу младенцу одним из волхвов.
- Крабице, Бенеш, чешский хронист
- Сакьяпа Сонам Гьялцен, тибетский историк, известен благодаря своему историческому труду «Чистое зерцало царских родословных» (rgyal rabs gsal ba’i me long).